# Echium brevirame
Echium brevirame är en strävbladig växtart som beskrevs av Thomas Archibald Sprague och Hutchinson. Echium brevirame ingår i släktet snokörter, och familjen strävbladiga växter. Inga underarter finns listade i Catalogue of Life.

## Bildgalleri

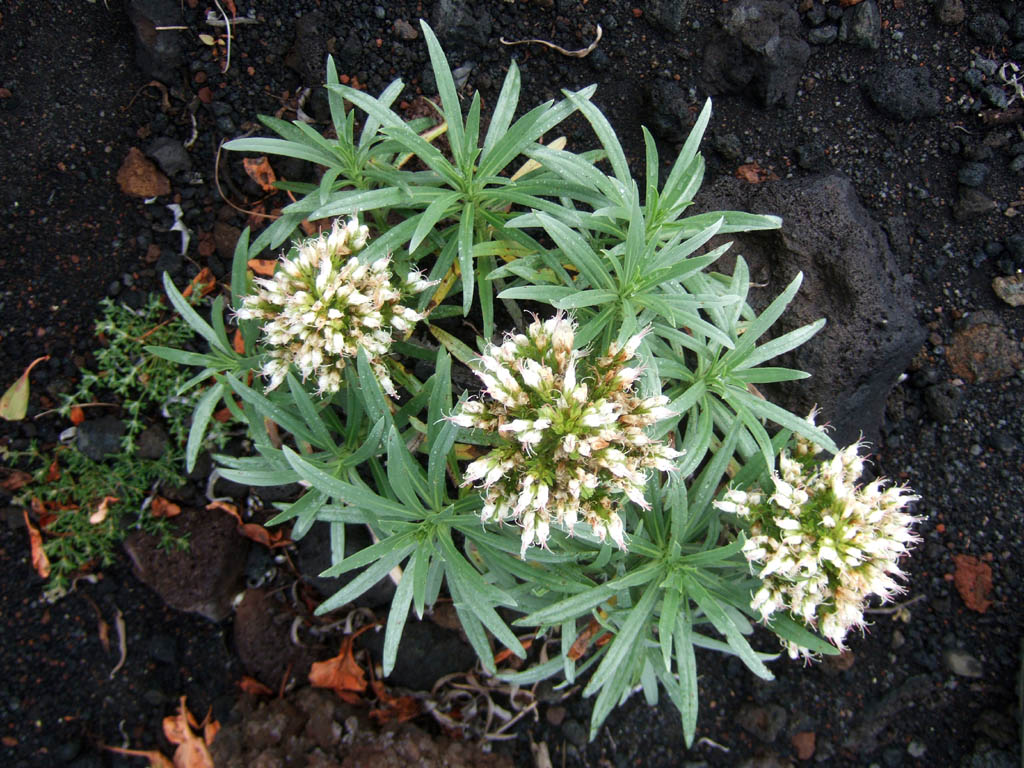
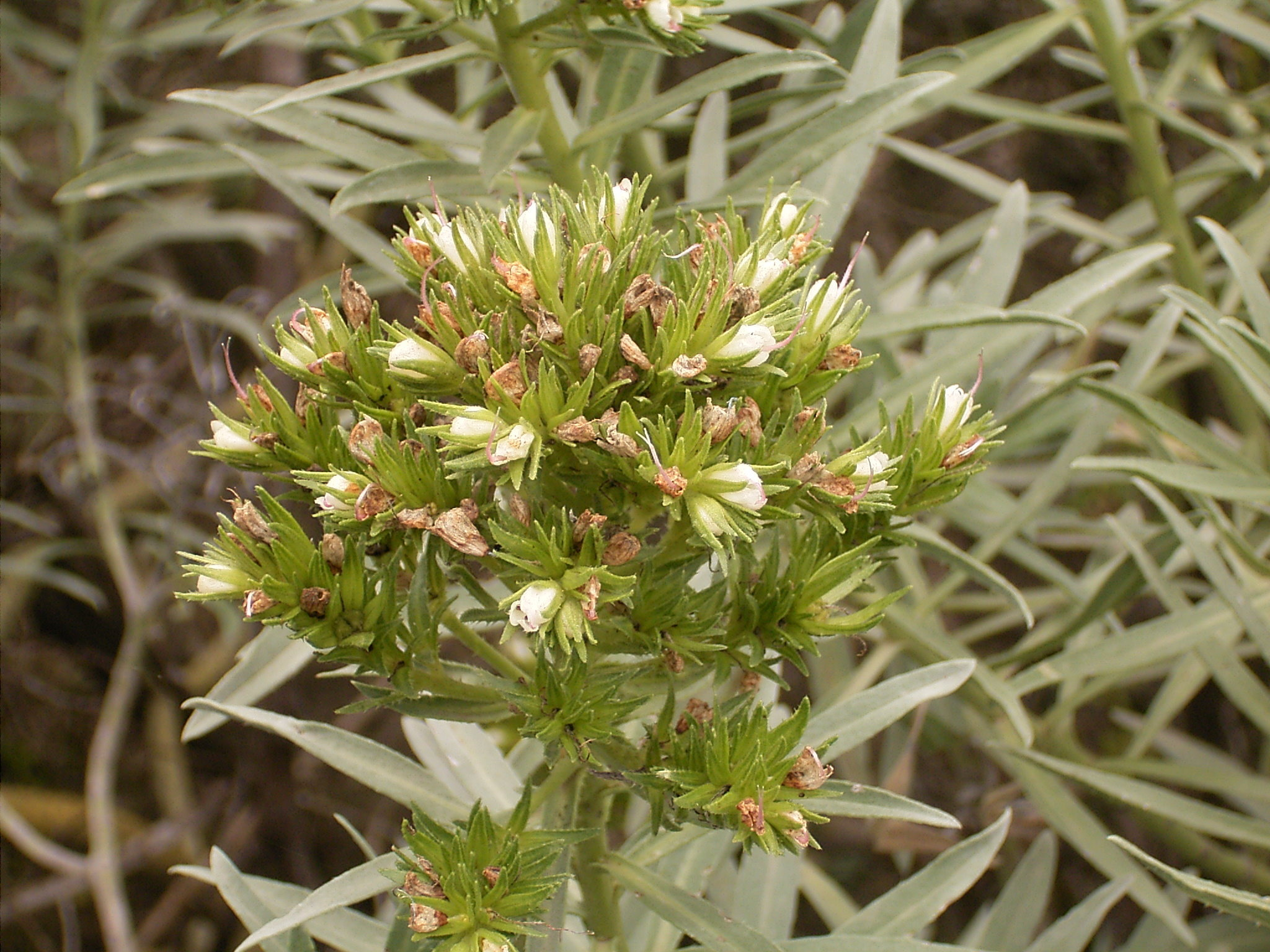
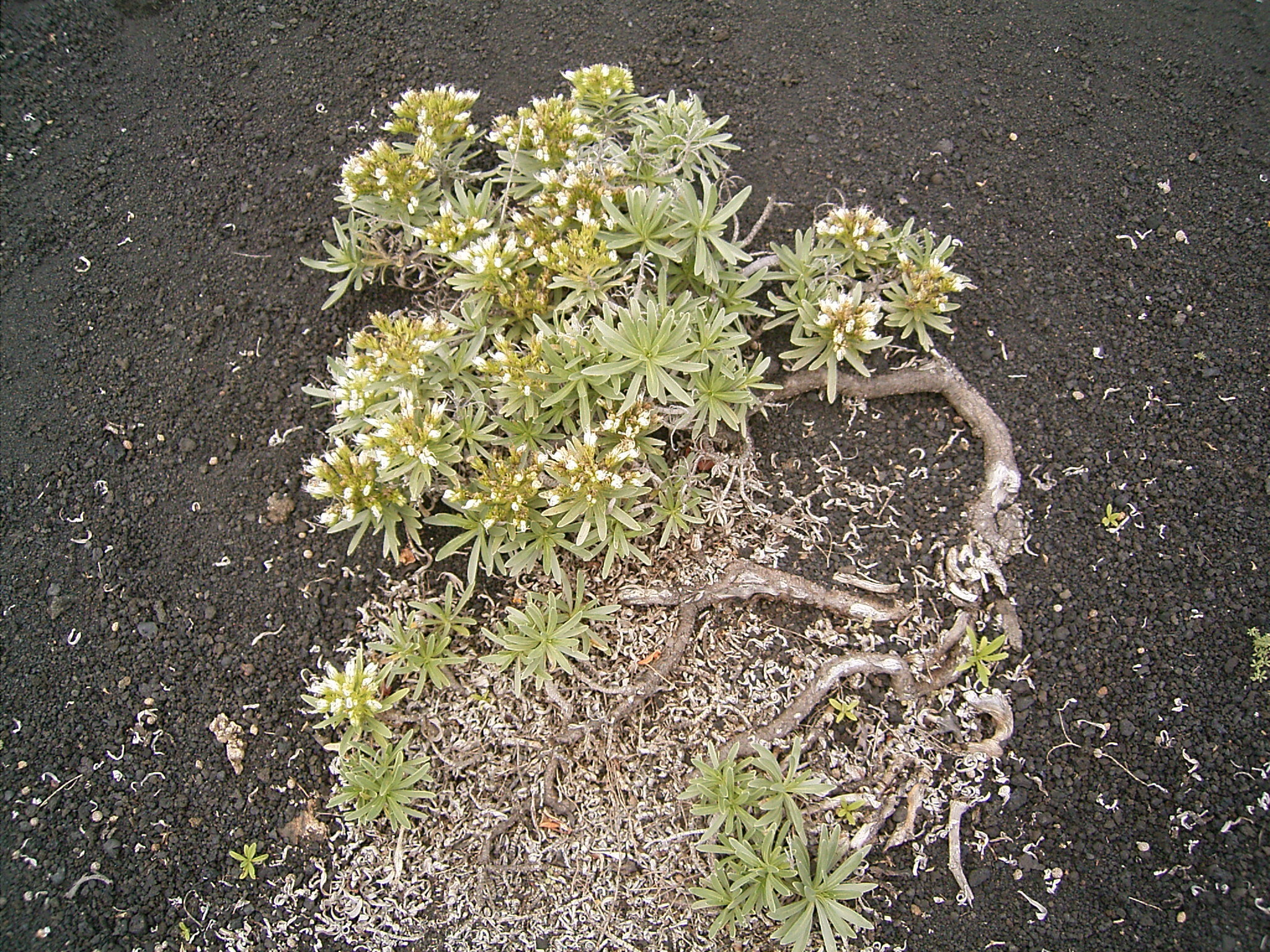
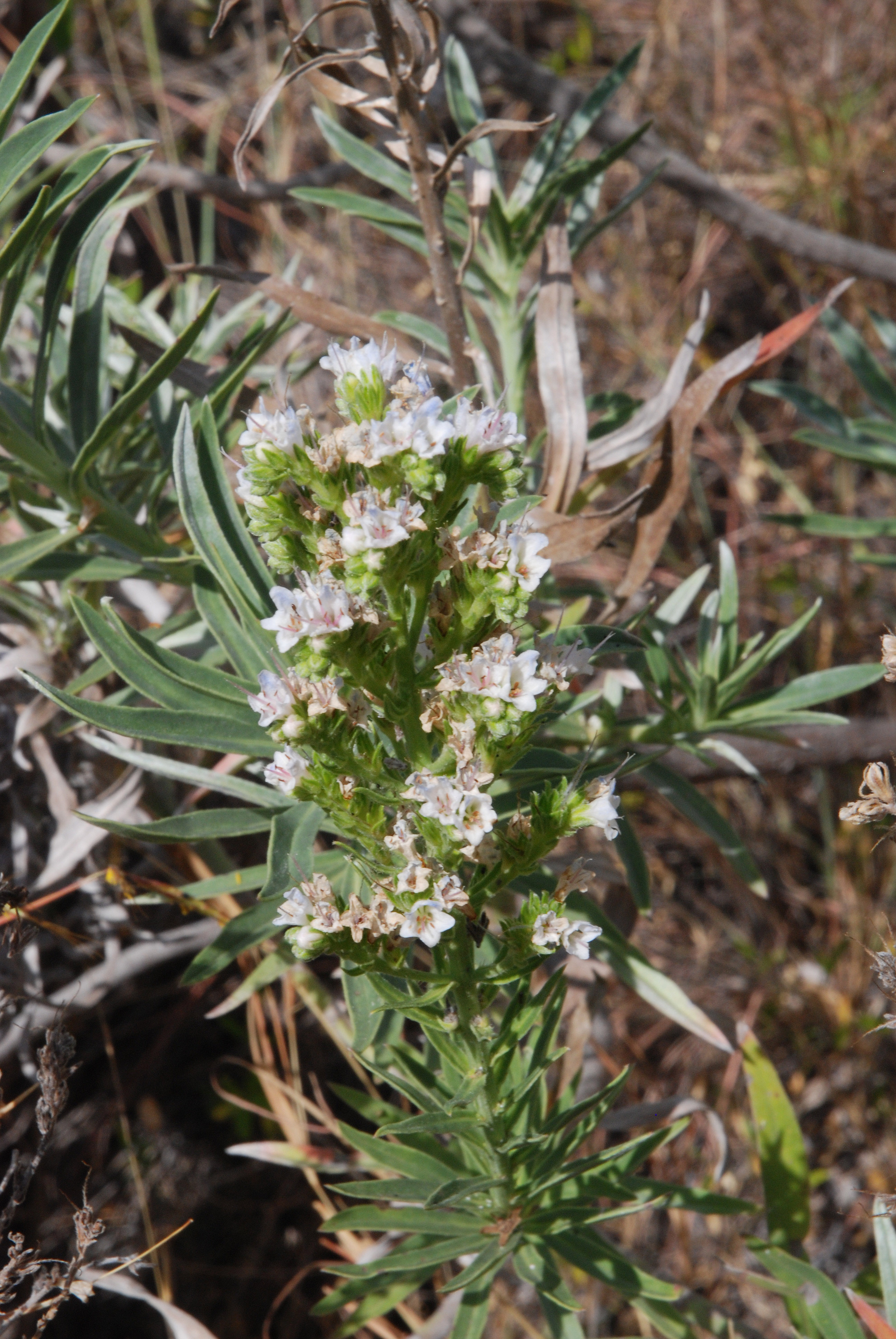